# Lancia Alfa
De Lancia Alfa is de allereerste wagen van het Italiaanse automerk Lancia.
Vincenzo Lancia stelde zijn eerste productiewagen in 1908 voor op de Autosalon van Turijn. Deze werd in het begin "Lancia Tipo 51" genoemd, maar werd later hernoemd naar de eerste letter van het Griekse alfabet, alfa. De viercilinder-in-lijn-motor behaalde met zijn 28 pk een topsnelheid van om en nabij de 90 km/u.